# Општина Салчоара (Дамбовица)
Салчоара (рум. Sălcioara) општина је у Румунији у округу Дамбовица.
Oпштина се налази на надморској висини од 181 m.